# 磨粉用穀物
磨粉用穀物是指从谷壳中分离出来准备要研磨的谷物。它也可以指在麵粉廠中準備要磨碎的谷物。
磨粉用穀物可以磨成穀粉或面粉。玉米磨成粗粉後被叫作葛子，磨成细粉的叫作玉米粉。小麦、燕麦、大麦和蕎麥也可以被磨碎成面粉。